# Protallo

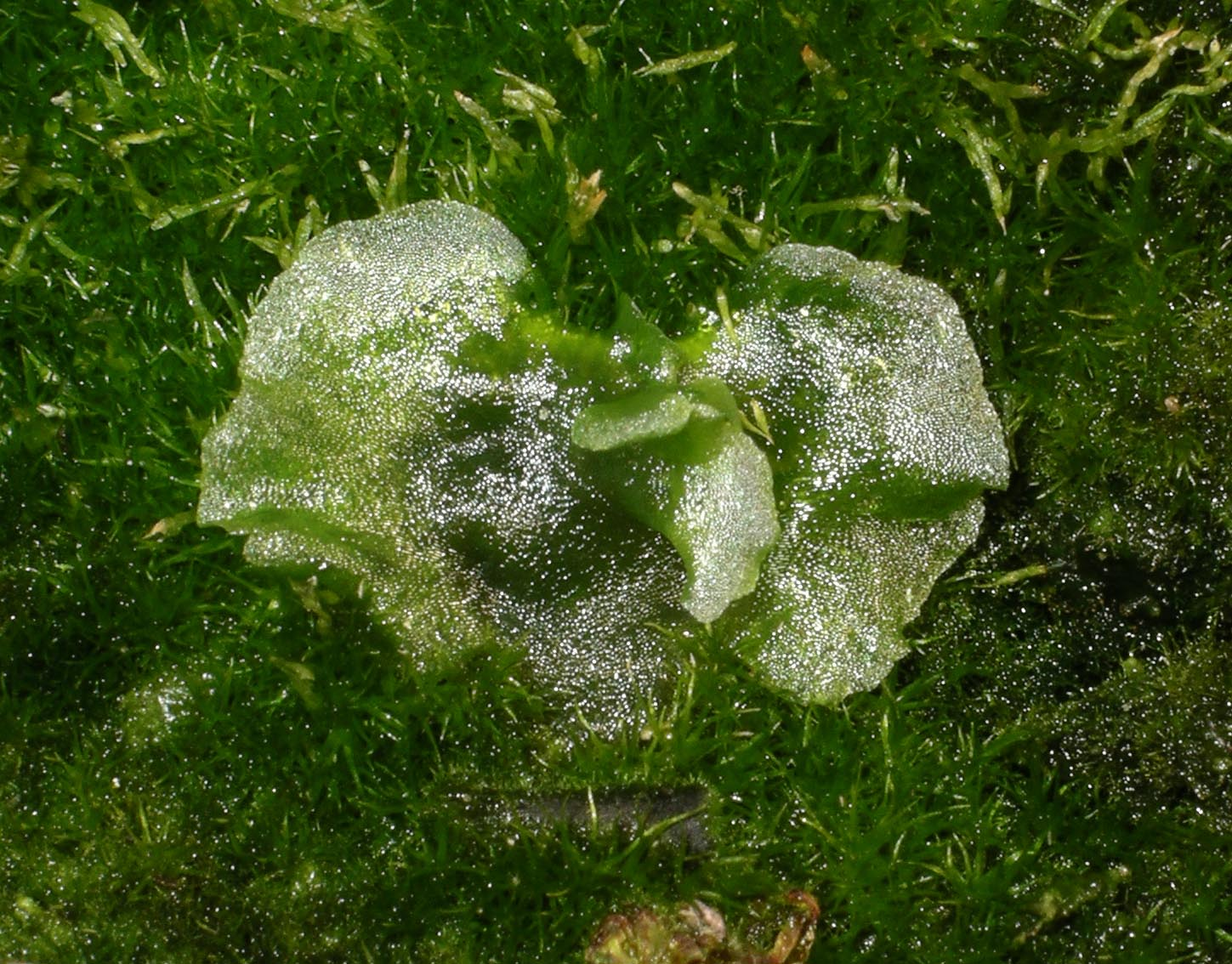
Protallo di Dicksonia antarctica, al suo interno si svilupperà l'individuo diploide (sporofito) della specie. Il gametofito ospiterà lo sporofito fino a quando quest'ultimo sarà troficamente autonomo, evento che corrisponde alla morte del protallo "invaso" dallo sporofito diploide.

Il termine protallo fa riferimento all'aspetto del gametofito delle Pteridofite e delle Spermatofite, più simile al tallo delle alghe che al cormo delle piante superiori. Nel contesto spesso protallo e gametofito sono usati come sinonimi. Il protallo può avere forme e dimensioni diverse a seconda della specie, caratteristico è il protallo laminare cuoriforme tipico delle specie appartenenti alla divisione Filicophyta delle pteridofite. In linea generale il numero di cellule che compongono il protallo è inversamente proporzionale al grado evolutivo della specie, si avranno quindi Pteridofite con protalli complessi e Spermatofite con protalli molto semplici formati da poche cellule.